# Мартін Малліген
Мартін Малліген (англ. Martin Mulligan; нар. 18 жовтня 1940) — колишній австралійський тенісист.
Найвищу одиночну позицію світового рейтингу — 4 місце досяг 1967 року (за даними Ленса Тінґея).
Здобув 16 одиночних титулів.
Найвищим досягненням на турнірах Великого шолома були фінали в одиночному, парному та змішаному парному розрядах.
Завершив кар'єру 1975 року.

## Фінали турнірів Великого шолома

### Одиночний розряд (1 поразка)
| Результат | Рік  | Турнір               | Покриття | Суперник   | Рахунок       |
| --------- | ---- | -------------------- | -------- | ---------- | ------------- |
| Поразка   | 1962 | Вімблдонський турнір | Трава    | Род Лейвер | 2–6, 2–6, 1–6 |

### Парний розряд (1 поразка)
| Результат | Рік  | Турнір              | Покриття | Партнер     | Суперники           | Рахунок                  |
| --------- | ---- | ------------------- | -------- | ----------- | ------------------- | ------------------------ |
| Поразка   | 1961 | Чемпіонат Австралії | Трава    | Рой Емерсон | Род Лейвер Боб Марк | 3–6, 5–7, 6–3, 11–9, 2–6 |